# あいづ球場
あいづ球場（あいづきゅうじょう）は、福島県会津若松市の会津総合運動公園内にある野球場。施設は会津若松市が所有し、会津若松市公園緑地協会が指定管理者として運営管理を行っている。

## 歴史
会津若松市では、市中心部の鶴ヶ城公園内で1950年（昭和25年）に竣工した会津若松市営会津野球場を使用してきたが、老朽化したため、市南郊の門田町で整備が進められていた会津総合運動公園の敷地内に新たに野球場を建設することになった。1989年（平成元年）9月に竣工し、「あいづ球場」と命名された。開場以来高校野球などのアマチュア野球公式戦が行われている。
プロ野球の一軍公式戦は1990年（平成2年）6月16日に開催された広島東洋カープ対横浜大洋ホエールズ11回戦が唯一の実例であり、この試合では当時広島に在籍していた江藤智がプロ初本塁打・初打点を記録している。
2015年からは、ベースボール・チャレンジ・リーグに加盟した福島レッドホープスが公式戦を実施している。
なお、旧市営会津野球場の第一球場敷地は、県立博物館建設前の発掘調査で若松城の三ノ丸等の遺構が確認され、記録保存と三ノ丸濠の一部の平面表示が施され、1986年（昭和61年）に福島県立博物館敷地となった。第二球場は現在も軟式野球向けの野球場として存続している。

## 施設概要
- グラウンド面積：14,000m2
- 両翼：100m、中堅：122m
- 内野：クレー舗装、外野：天然芝
- スコアボード：LED式（2016年4月に改修、それまではバックスクリーンと一体化した設計のパネル式であった）
- 照明設備：なし
- 収容人員：15,000人（内野：7,000人、外野＝芝生：8,000人）

## 運動公園内その他の施設
- あいづ陸上競技場
- あいづ総合体育館
- あいづドーム
- テニスコート 他

## 交通
- JR会津若松駅より会津バス「芦ノ牧温泉」行などで「運動公園前」下車後徒歩約5分
- 会津若松駅よりタクシー約20分
- 磐越自動車道・会津若松インターチェンジより約25分
- 会津鉄道南若松駅より徒歩20分